# Колодій Мирослав Степанович
отець Миросла́в Колоді́й (у світі Колоді́й Миросла́в Степа́нович, 8 січня 1912, Клебанівка — 20 грудня 1999) — релігійний діяч, священник УГКЦ в Канаді і США. Почесний член Лицарів Колумба та інших організацій у Канаді.

## Життєпис
Закінчив Тернопільську гімназію, Львівську Богословську академію. У 1929 році заарештований у Тернополі за приналежність до Пласту. Висвячений на священника 30 травня 1937 року в храмі Жовківського василіянського монастиря. Свяченя уділив апостольський екзарх Канади єпископ Василь Ладика.
Після висвячення виїхав до Канади. Душпастир у містах Канора (1937–1938, 1943–1952), Рама (1939–1941), Камсак (1943–1948), Саскатун (1952–1953), Реджайна (1953–1965), Принс-Альберт (1965–1969). Будував та відновлював церкви.
1969 переїхав до США (Фінікс, штат Аризона), де душпастирював 13 років. 1982 році повернувся до Канади, священик у Келоуна (провінція Британська Колумбія).
Духовний опікун Братства українців-католиків Канади Саскатунської єпархії (1952–1956). Дослідник історії українських поселень у Канаді й США, жертводавець на українські потреби.